# Sagrado Corazón (estación del Tren Urbano de San Juan)
Sagrado Corazón es una estación de metro del Tren Urbano situada en la localidad de Martín Peña en el extremo sur de Santurce en San Juan, Puerto Rico. La estación fue inaugurada el 17 de diciembre de 2004.

## Descripción
Se compone un andén central de 138 metros de longitud y dos vías laterales. Además, la estación posee 138 metros de extensión adicionales de vías de aparcamiento.
Los trenes están programados para salir de Sagrado Corazón cada 8 minutos durante los periodos de horas pico, y toman alrededor de 30 minutos en llegar a la estación de Bayamón.
El Tren Urbano así como la red de autobuses y las lanchas de Cataño están gestionados por la Autoridad de Transporte Integrado (ATI).

## Terminal de autobús

### Rutas
Viejo San Juan
- E10 ruta expreso: Estación Sagrado Corazón – Terminal Covadonga Viejo San Juan
- T3: Estación Sagrado Corazón – Santurce – Miramar – Terminal Covadonga Viejo San Juan
- T21: Estación Sagrado Corazón – Santurce – Museo de Arte de Puerto Rico – Condado – Terminal Covadonga Viejo San Juan

Condado
- T21: Estación Sagrado Corazón – Santurce – Museo de Arte de Puerto Rico – Condado – Terminal Covadonga Viejo San Juan

Centro de Convenciones
- C35: Estación Sagrado Corazón – Parque Central – Centro de Convenciones

Plaza Las Américas
- C22: Estación Sagrado Corazón – Hato Rey – Plaza Las Américas – Estadio Hiram Bithorn – Coliseo Roberto Clemente

Otras rutas
- C1 Archivado el 30 de diciembre de 2016 en Wayback Machine.: Estación Sagrado Corazón – Hato Rey – Río Piedras Capetillo
- C36: Estación Sagrado Corazón – Avenida Eduardo Conde – Residencial Luis Lloréns Torres – Punta Las Marías
- D15 Archivado el 30 de diciembre de 2016 en Wayback Machine.: Estación Sagrado Corazón – Hato Rey – Residencial Manuel A. Pérez – Río Piedras – Estación Cupey
- D45: Estación Sagrado Corazón – Isla Verde – Piñones (Carretera PR-187) – Loíza
- T2: Estación Sagrado Corazón – Hato Rey – Plaza Las Américas – Estadio Hiram Bithorn – Coliseo Roberto Clemente – San Patricio – Caparra – Estación Bayamón
- T9 Archivado el 30 de diciembre de 2016 en Wayback Machine.: Terminal Covadonga Viejo San Juan – Estación Sagrado Corazón – Hato Rey (Avenida Barbosa) – Estación Cupey

## Proyecto de Arte Público
La estación cuenta con un vitral como una obra de arte público por Luis Hernández Cruz.

## Lugares de interés
- Universidad del Sagrado Corazón
- Zona histórica de Sagrado Corazón y Monteflores
- San Juan YMCA